# Evangelische Stadtkirche Zierenberg

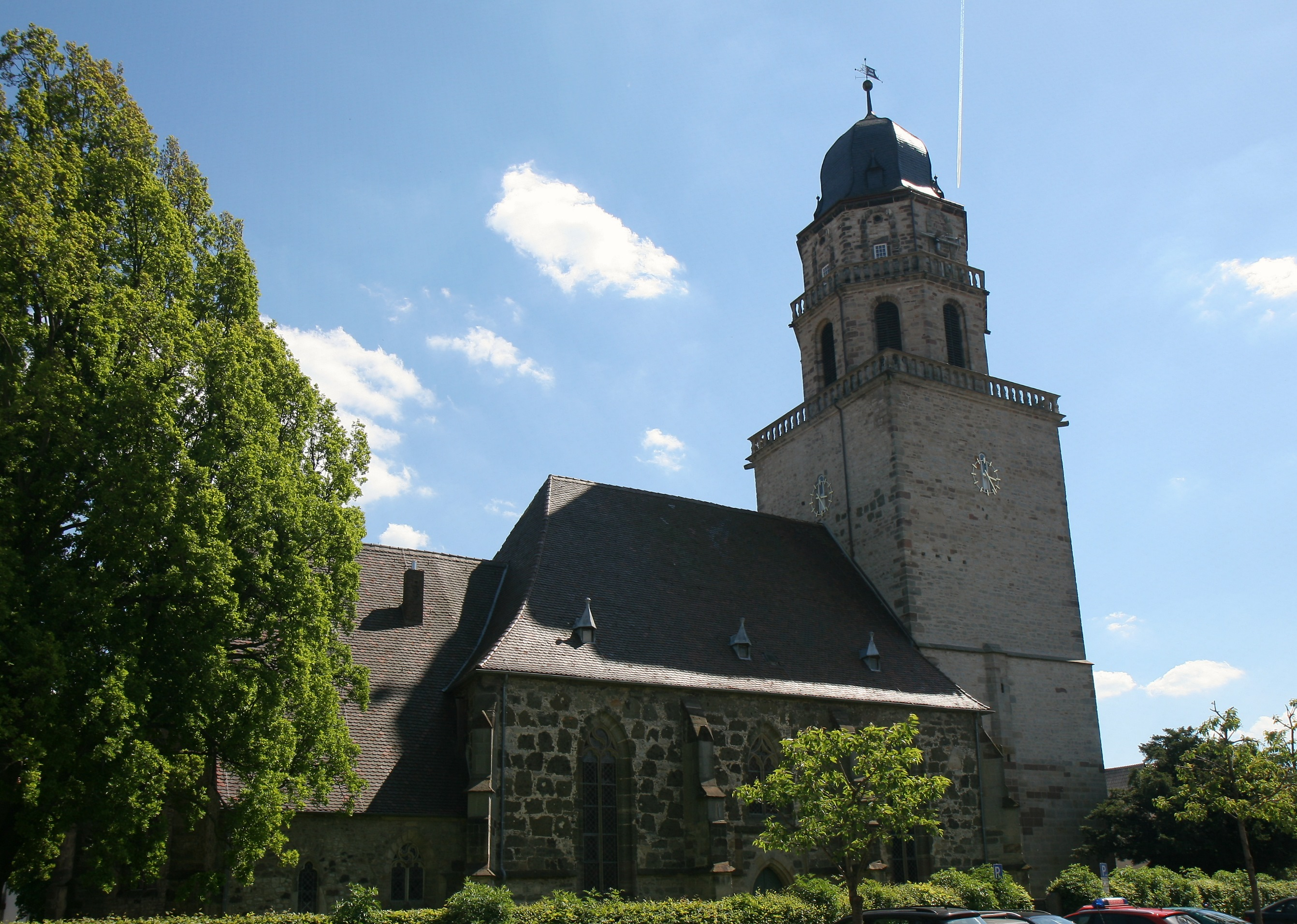
Evangelische Stadtkirche Zierenberg

Die Evangelische Stadtkirche ist ein denkmalgeschütztes Kirchengebäude, das in Zierenberg steht, einer Kleinstadt im Landkreis Kassel in Hessen. Die Kirchengemeinde gehört zum Kirchenkreis Hofgeismar-Wolfhagen im Sprengel Kassel der Evangelischen Kirche von Kurhessen-Waldeck.

## Beschreibung
Mit der Gründung von Zierenberg wurde mit dem Bau der frühgotischen Hallenkirche mit drei Kirchenschiffen zu drei Jochen begonnen. Davon sind der dreiseitig abgeschlossene Chor zu einem Joch und die unteren Teile des Kirchturms im Westen erhalten. Das dreischiffige Langhaus wurde 1430/36 unter dem Baumeister Hans Meynworten neu gebaut. Die Bauinschrift befand sich ursprünglich an einem Strebepfeiler der Südwand, jetzt befindet sie sich im Vestibül des Kirchturms. An der Nordseite des Chors wurde 1491 die Sakristei angebaut.
Der wuchtige Kirchturm im Westen erhielt 1711–1738 seine heutige Gestalt. Umrahmt von einer Brüstung wurden ihm zwei stark verjüngte, achteckige Geschosse aufgesetzt, die mit einer glockenförmigen Haube bedeckt wurden. Im ersten achteckigen Geschoss befindet sich hinter den Klangarkaden der doppelstöckige Glockenstuhl, in dem zwei 1919 und zwei 1954 gegossene Gussstahlglocken hängen.
Die Seitenschiffe sind etwa halb so breit wie das ein wenig überhöhte Mittelschiff. Sie sind mit hohen spitzbogigen Kreuzrippengewölben auf runden Pfeilern überspannt. Die ornamentierten Schlusssteine blieben erhalten. Die spätgotischen Maßwerkfenster wurden teilweise erneuert. Im Chor und im Langhaus wurden 1934 gotische Wandmalereien freigelegt und restauriert. Die Orgel mit 23 Registern, zwei Manualen und einem Pedal wurde 1756 von Johann Stephan Heeren neu gebaut und 1786 um fünf Register erweitert. Sie wurde 1971 von Karl Lötzerich umgebaut.